# Macskássy János
 Macskássy János (Budapest, 1910. október 5. – Budapest, 1993. február 19.) grafikus, festőművész.

## Élete
Testvére Macskássy Gyula filmrendező. Budapesten, a Magyar Képzőművészeti Főiskolan tanult 1928-1932 között. Mestere: Rudnay Gyula volt.
Pályafutása során festett, pasztell képeket készített, de igazi területe az alkalmazott grafika, a plakát volt. Első sikere a Diadal cigaretta-hüvely plakátsorozata volt, de Macskássy János harminc éven át készítette a Totó-Lottó plakátjait is.

## Egyéni kiállítások
Egyéni kiállítások
•1972 • Fészek Klub, Budapest (életmű kiállítás).

## Válogatott csoportos kiállítások
•1956 • II. Magyar Plakátkiállítás, Műcsarnok, Budapest
•1960 • Magyar Plakát-Történeti Kiállítás 1885-1960, Műcsarnok, Budapest
•1966 • V. Magyar Plakátkiállítás, Műcsarnok, Budapest
•1986 • 100 + 1 éves a magyar plakát. A magyar plakátművészet története 1885-1986, Műcsarnok, Budapest.

## Művek közgyűjteményekben
•Magyar Nemzeti Galéria, Budapest.